# Garanas
Garanas est une ancienne commune autrichienne du district de Deutschlandsberg en Styrie.
Elle est aujourd'hui incorporée à la municipalité de Schwanberg.